# 2014 DX110
2014 DX110 est un astéroïde géocroiseur de la famille Apollon découvert le 28 février 2014. 2014 DX110 est potentiellement, le plus gros astéroïde à passer entre la Lune et la Terre, depuis 2013 PJ10, le 4 août 2013. Le passage rapproché, a été diffusé sur l'internet par Slooh et le Virtual Telescope,.
L'astéroïde était en opposition le 15 février 2014, il avait toutefois une très faible magnitude apparente d'environ 23 et était à 10 degrés de la pleine lune. L'astéroïde a été découvert le 28 février 2014 par Pan-STARRS, un télescope Ritchey-Chrétien de 1,8 mètre, il a alors une magnitude de 20.

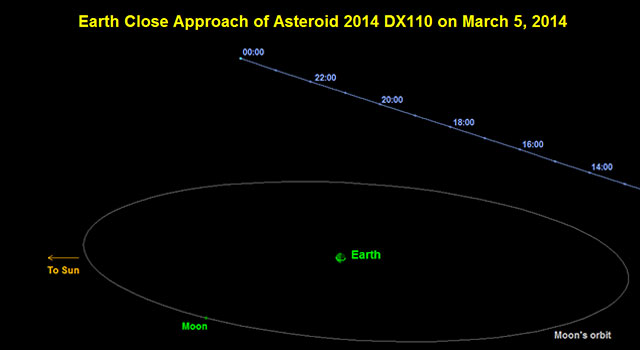
Passage à proximité de la Terre de le 5 mars 2014

## Caractéristiques physiques
2014 DX110 mesure environ 20-40 mètres de diamètre,.

## Passages à proximité de la Terre
Le 5 mars 2014 à 21:00 heures TU, l'astéroïde passe à 0,00232 UA (347 000 km) de la Terre il a alors une magnitude de 15. À 22:22 TU il passe à 0,00249 UA (372 000 km) de la Lune. Le 6 mars, l'astéroïde est à moins de 30 degrés du Soleil et est beaucoup plus faible visuellement.